# DodgeBall: A True Underdog Story
Dodgeball: A True Underdog Story is een Amerikaanse slapstickkomedie uit 2004 onder regie van Rawson Marshall Thurber. De film leverde acteur Ben Stiller zowel een MTV Movie Award voor de beste antagonist op als een nominatie voor de Razzie Award voor slechtste acteur.

## Verhaal
Peter LaFleur (Vince Vaughn) is de eigenaar van sportschool Average Joe's. Hij is enorm ongeorganiseerd, heeft al maanden geen contributie binnengekregen en is er voornamelijk mee bezig dat zijn niet al te sportieve bezoekers het naar hun zin hebben. Advocate Kate Veatch (Christine Taylor) komt hem dan ook meedelen dat hij $50.000 schuld heeft en al diverse keren aanmaningen dit te betalen heeft genegeerd. LaFleur heeft nog dertig dagen om de rekening te vereffenen of hij is zijn sportschool kwijt.
Concurrent Globo Gym van de foute eigenaar White Goodman (Ben Stiller) bevindt zich aan de overkant van Average Joe's en ziet hem graag verdwijnen. In een ultieme poging om de sportschool te redden moet Average Joe's snel het geld bij elkaar zien te krijgen om de schulden af te betalen. Lid Gordon (Stephen Root) heeft een idee als hij in zijn tijdschrift voor obscure sportevenementen Obscure Sports Magazine een trefbaltoernooi ziet staan met als hoofdprijs $50.000. Medelid Justin (Justin Long) heeft een instructievideo over trefbal van vijfvoudig kampioen Patches O'Houlihan (Rip Torn), die zich later in eigen persoon aandient om het team van Average Joe's te trainen voor de keiharde strijd. Wanneer Goodman achter LaFleurs plan komt, regelt hij een eigen team met spierbundels Blade (Rusty Joiner), Lazer (Kevin Porter) en Blazer (Brandon Molale), zijn massale assistent Me'Shell (Jamal Duff) en expert Fran Stalinovskovichdavidovitchsky (Missi Pyle) uit het Oostblok om hem van de titel te houden.

## Rolverdeling
- Vince Vaughn - Peter La Fleur
- Ben Stiller - White Goodman
- Christine Taylor - Kate Veatch
- Rip Torn - Patches O'Houlihan
- Justin Long - Justin
- Stephen Root - Gordon Pibb
- Joel David Moore - Owen
- Chris Williams - Dwight
- Alan Tudyk - Steve the Pirate
- Missi Pyle - Fran Stalinovskovichdavidovitchsky
- Jamal Duff - Me'Shell Jones
- Gary Cole - Cotton McKnight
- Jason Bateman - Pepper Brooks
- Hank Azaria - Young Patches O'Houlihan
- Al Kaplon - Tournament Referee
- Lance Armstrong - Himself
- Chuck Norris - Himself
- William Shatner - Dodgeball Chancellor
- David Hasselhoff - German Coach/Himself
- Cayden Boyd - Timmy

## Trivia
- Zowel Chuck Norris als Lance Armstrong hebben een cameo-rolletje als zichzelf.
- Actrice Christine Taylor krijgt als advocate Kate Veatch oprispingen bij de gedachte aan seksueel contact met Ben Stillers personage White Goodman. Taylor trouwde in werkelijkheid in 2000 met Stiller en is de moeder van zijn dochter Ella Olivia (2002) en zoon Quinlin Dempsey (2005).
- Amerikaan David Hasselhoff heeft een cameo-rolletje als coach van het team uit Duitsland, waar hij met name populair werd in zijn hoogtijdagen als zowel acteur als zanger.
- Hoofdrolspeler Ben Stillers zus Amy speelt een klein rolletje als serveerster
- De strijd tussen Average Joe's en Globo Gym Purple Cobras verwijst naar de tekenfilmserie en bijbehorende speelgoedlijn G.I. Joe uit de jaren 80, waarin de GI Joe's het voortdurend opnamen tegen terreurorganisatie Cobra.
- De man die een beker limonade vanuit zijn auto over Steve the Pirate (Alan Tudyk) gooit, is een gastoptreden van regisseur Thurber zelf.